# Ueli Luginbühl
Ueli Luginbühl (ur. 3 listopada 1941 w Sangerhausen – zm. 30 listopada 2010 w Zollikerberg) – szwajcarski kolarz torowy pochodzenia niemieckiego, brązowy medalista mistrzostw świata.

## Kariera
Największy sukces w karierze Ueli Luginbühl osiągnął w 1963 roku, kiedy zdobył brązowy medal w wyścigu ze startu zatrzymanego amatorów podczas mistrzostw świata w Liège. W zawodach tych wyprzedzili go jedynie Belg Romain De Loof oraz Karl-Heinz Matthes z NRD. Był to jedyny medal wywalczony przez Luginbühla na międzynarodowej imprezie tej rangi. W tej konkurencji zdobył również trzy tytuły mistrza Szwajcarii, nigdy jednak nie wystartował na igrzyskach olimpijskich.